# マルセル・フランケ
マルセル・フランケ（Marcel Franke, 1993年4月5日 - ）は、ドイツ・ドレスデン出身のサッカー選手。カールスルーエSC所属。ポジションはDF。

## 経歴
2010年にSGディナモ・ドレスデンのトップチームに昇格。2013年夏には、ドレスデンのユース時代のコーチであったスヴェン・ケーラーが監督を務めるハレシャーFCに加入した。
2017年7月、ノリッジ・シティFCと3年契約を結んだ。2017-18シーズン開幕戦のフラムFCでデビューした。しかし、出場5試合目のミルウォールFCで0-4の敗北を喫して以来、出場機会を失う。12月にはディナモ・ドレスデンへの期限付き移籍が発表された。
2018年6月27日、SVダルムシュタット98に期限付き移籍した。
2019年6月26日、ハノーファー96に加入した。
2022年、カールスルーエSCに3年契約で移籍した。